# Тобиас Морети
Тобиас Морети (на немски: Tobias Moretti) е германско-австрийски театрален и киноактьор, режисьор и музикант. Най-известен е с ролята си на детектив Рихард „Ричи“ Мозер в сериала Комисар Рекс, която играе между 1994 и 1998.

## Биография
Роден е на 11 юли 1959. Рождената му фамилия е Льоб, а Морети е майчината му фамилия, която той приема като артистичен псевдоним. Първо учи за композитор във Виенската музикална консерватория, а през 1980 влиза във Фалкенбергското училище за драма в Мюнхен, където участва в постановки в театрите Резиденц и Камершпил. Световна известност му дава ролята в Комисар Рекс. Той свири на пиано, орган, китара, кларинет и перкусионни инструменти. Той се увлича по алпинизъм, летни и зимни спортове, кану и рали. През 1997 получава диплома за агроном. Макар че няма голям кулинарен талант, той е известен като автор на оригинални рецепти. Живее в собствената си ферма в Инсбрук, Австрия. Продължава да се снима в киното.

## Филмография
- Umbra Mortis (2008) (тв) – Thomas Dorn
- Io, Don Giovanni (2007) – Волфганг Амадеус Моцарт
- Der Kronzeuge (тв) (2007) – Achim Weber
- Die Schatzinsel (тв) (2007) – Long John Silver
- Du gehörst mir (тв) (2007) – Wolf
- 42plus (2007) – Martin
- Midsummer Madness (2007) – Peteris
- König Ottokars Glück und Ende (2006) (тв) – Primislaus Ottokar, König von Böhmen
- Der Liebeswunsch (2006) – Leonhard
- Mord auf Rezept (тв) (2006) – Luis Kramer
- Speer und Er (Speer and Hitler: The Devil's Architect) (2005) (мини) – Адолф Хитлер
- Käthchens Traum (2004) (тв) – Wetter vom Strahl
- Jedermann (2004) (тв) – Jedermanns guter Gesell/Teufel
- The Return of the Dancing Master (2004) (тв) – Stefan Lindman
- Schwabenkinder (2003) (тв) – Kooperator
- Julius Caesar (2002) (мини) – Caius Cassius
- Ein Hund kam in die Küche (2002) (тв) – Stefan Schuster
- Gefährliche Nähe und du ahnst nichts (2002) (тв) – Harry Möllemann
- Andreas Hofer 1809 – Die Freiheit des Adlers (2002) (тв) – Andreas Hofer
- All Around the Town (2002) (тв) – Billy Hawkins aka Bic
- Der Narr und seine Frau heute Abend in Pancomedia (2002) (тв) – Zacharias Werner
- Der Tanz mit dem Teufel – Die Entführung des Richard Oetker (2001) (тв) – Georg Kufbach
- Das Tattoo – Tödliche Zeichen (2000) (тв) – Karl
- Trivial Pursuit (2000) (тв) – Paul
- Deine besten Jahre (1999) (тв) – Manfred Minke
- Shadows (1999) (тв) – Davide Berger
- Alphamann: Amok' (1999) (тв) – Martin Buchmüller
- Joseph of Nazareth (1999) (тв) – Joseph
- Cristallo di rocca (1999) (тв) – Joseph
- Die Nichte und der Tod (1999) (тв) – Jeff Meltzer
- Mortal Friends (1998) (тв) – Nico Möller
- Clarissa (1998) (тв) – Gottfried
- Krambambuli (1998) (тв) – Wolf Pachler
- Mia, Liebe meines Lebens (1998) (мини) – Johnny Ryan
- Silent Night (1997) (тв) – Pastor Joseph Mohr
- Die Bernauerin (1997) (тв) – Herzog
- Ein Herz wird wieder jung (1997) – Paul
- Mein Opa und die 13 Stühle (1997) (тв) – Ohr
- Workaholic (1996) – Max
- Night of Nights(1995) (тв)
- Unser Opa ist der Beste (1995) (тв) – Wolfgang Ohr
- Inspector Rex (1994) (тв) – Richard Moser (1994 – 1998)
- Die Piefke-Saga (1990) (мини) – Josef 'Joe' Rotter
- Der Rausschmeißer (1990) – Harry
- Der Fluch (1988) – планински спасител
- Wilhelm Busch (1986) (тв) – младият Wilhelm Busch